# Prvi razred 1931-1932
La Prvi razred 1931./32. (in lingua italiana prima classe 1931-32), in cirillico Први разред 1931./32., fu la tredicesima edizione della massima divisione delle varie sottofederazioni (podsaveze) in cui era diviso il sistema calcistico del Regno di Jugoslavia.
Le migliori squadre accedevano alle qualificazioni per il Državno prvenstvo 1931-1932 (campionato nazionale) per designare la squadra campione.

## Sottofederazioni
```
Le migliori squadre delle 11 sottofederazioni (quest'anno è stata aggiunta quella di Niš), vengono divise in 4 gruppi e le partite vengono disputate dal 22 maggio al 21 agosto 1932.
[
1
]
Le migliori due di ogni gruppo passano al 
campionato nazionale
.
```

### Lubiana
```
Dopo un certo numero di stagioni, la sottofederazione di Lubiana torna al girone unico.
```

|                   | Pos. | Squadra            | Pt | G  | V | N | P | GF | GS | QR    |
| ----------------- | ---- | ------------------ | -- | -- | - | - | - | -- | -- | ----- |
|                   | 1.   | Ilirija            | 16 | 10 | 8 | 0 | 2 | 31 | 14 | 2,214 |
|                   | 2.   | Primorje Lubiana   | 14 | 10 | 6 | 2 | 2 | 24 | 14 | 1,714 |
|                   | 3.   | 1.SŠK Maribor      | 11 | 10 | 4 | 3 | 3 | 27 | 20 | 1,350 |
|                   | 4.   | Železničar Maribor | 10 | 10 | 4 | 2 | 4 | 15 | 19 | 0,789 |
|                   | 5.   | Svoboda            | 8  | 10 | 2 | 4 | 4 | 20 | 24 | 0,833 |
|                   | 6.   | Athletik Celje     | 1  | 10 | 0 | 1 | 9 | 12 | 39 | 0,307 |
| Fonte: exyufudbal |      |                    |    |    |   |   |   |    |    |       |

|                   | Ili  | Pri  | Mar  | Zel  | Svo  | Ath  |
| ----------------- | ---- | ---- | ---- | ---- | ---- | ---- |
| Ilirja            | –––– | 1-0  | 3-0  | 2-0  | 4-1  | 3-2  |
| Primorje          | 3-2  | –––– | 1-1  | 2-1  | 2-1  | 6-1  |
| Maribor           | 6-2  | 2-3  | –––– | 2-2  | 5-3  | 4-1  |
| Železničar        | 0-4  | 2-0  | 3-1  | –––– | 1-1  | 5-3  |
| Svoboda           | 1-6  | 1-1  | 2-2  | 4-1  | –––– | 5-1  |
| Athletik          | 1-4  | 2-7  | 0-4  | 0-2  | 1-1  | –––– |
| Fonte: exyufudbal |      |      |      |      |      |      |

### Zagabria

#### 1. razred
```
Dal 20.09.1931 al 31.01.1932 si disputa la 1. razred fra 8 squadre non coinvolte nel 
Državno prvenstvo 1930-1931
. Le ultime 5 passano nella 1/B razred, mentre le prime 3 (Viktorija, Željezničar e Jugoslavija), assieme alle 3 squadre esentate dalla prima fase (Građanski, HAŠK e Concordia), accedono alla 1/A razred.
```

|                   | Pos. | Squadra              | Pt | G  | V  | N | P  | GF | GS | QR    |
| ----------------- | ---- | -------------------- | -- | -- | -- | - | -- | -- | -- | ----- |
|                   | 1.   | Viktorija Zagabria   | 24 | 14 | 10 | 4 | 0  | 41 | 7  | 5,857 |
|                   | 2.   | Željezničar Zagabria | 18 | 14 | 8  | 2 | 4  | 34 | 17 | 2,000 |
|                   | 3.   | Jugoslavija Zagabria | 18 | 14 | 6  | 6 | 2  | 30 | 17 | 1,764 |
|                   | 4.   | Šparta Zagabria      | 14 | 14 | 5  | 4 | 5  | 16 | 16 | 1,000 |
|                   | 5.   | Grafičar Zagabria    | 14 | 14 | 7  | 0 | 7  | 20 | 26 | 0,769 |
|                   | 6.   | Sokol Zagabria       | 11 | 14 | 4  | 3 | 7  | 17 | 22 | 0,772 |
|                   | 7.   | Slavija Zagabria     | 5  | 14 | 2  | 3 | 9  | 20 | 43 | 0,465 |
|                   | 8.   | Ferraria Zagabria    | 4  | 14 | 2  | 2 | 10 | 10 | 40 | 0,250 |
| Fonte: exyufudbal |      |                      |    |    |    |   |    |    |    |       |

#### 1/A razred
```
La 1/A razred (dal 07.02.1932 al 22.05.1932) funge da qualificazione al 
Državno prvenstvo 1931-1932
 (vi accedono le prime 4 classificate).
```

|                   | Pos. | Squadra              | Pt | G  | V | N | P | GF | GS | QR    |
| ----------------- | ---- | -------------------- | -- | -- | - | - | - | -- | -- | ----- |
|                   | 1.   | HAŠK Zagabria        | 17 | 10 | 8 | 1 | 1 | 30 | 8  | 3,750 |
|                   | 2.   | Građanski Zagabria   | 15 | 10 | 6 | 3 | 1 | 33 | 7  | 4,714 |
|                   | 3.   | Concordia Zagabria   | 10 | 10 | 4 | 2 | 4 | 17 | 15 | 1,133 |
|                   | 4.   | Viktorija Zagabria   | 9  | 10 | 4 | 1 | 5 | 21 | 18 | 1,166 |
|                   | 5.   | Željezničar Zagabria | 5  | 10 | 2 | 1 | 7 | 9  | 35 | 0,257 |
|                   | 6.   | Jugoslavija Zagabria | 3  | 10 | 1 | 2 | 7 | 7  | 34 | 0,205 |
| Fonte: exyufudbal |      |                      |    |    |   |   |   |    |    |       |

|                   | HAŠ  | Gra  | Con  | Vik  | Žel  | Jug  |
| ----------------- | ---- | ---- | ---- | ---- | ---- | ---- |
| HAŠK              | –––– | 3-2  | 2-0  | 2-0  | 4-0  | 1-0  |
| Građanski         | 3-1  | –––– | 0-0  | 0-0  | 7-0  | 0-0  |
| Concordia         | 2-2  | 2-5  | –––– | 0-3  | 5-1  | 2-1  |
| Viktorija         | 1-2  | 2-4  | 3-1  | –––– | 4-1  | 8-0  |
| Željezničar       | 0-3  | 0-6  | 3-0  | 2-5  | –––– | 1-1  |
| Jugoslavija       | 0-12 | 1-5  | 3-0  | 1-3  | 1-5  | –––– |
| Fonte: exyufudbal |      |      |      |      |      |      |

### Osijek
|                   | Pos. | Squadra          | Pt | G | V | N | P | GF | GS | QR    |
| ----------------- | ---- | ---------------- | -- | - | - | - | - | -- | -- | ----- |
|                   | 1.   | Slavija Osijek   | 13 | 8 | 6 | 1 | 1 | 31 | 6  | 5,166 |
|                   | 2.   | Građanski Osijek | 12 | 8 | 6 | 0 | 2 | 15 | 10 | 1,500 |
|                   | 3.   | Hajduk Osijek    | 11 | 8 | 5 | 1 | 2 | 20 | 7  | 2,857 |
|                   | 4.   | Grafičar Osijek  | 3  | 8 | 1 | 1 | 6 | 8  | 25 | 0,320 |
|                   | 5.   | Makabi Osijek    | 1  | 8 | 0 | 1 | 7 | 3  | 29 | 0,103 |
| Fonte: exyufudbal |      |                  |    |   |   |   |   |    |    |       |

|                   | Sla  | Gđn  | Haj  | Gfč  | Mak  |
| ----------------- | ---- | ---- | ---- | ---- | ---- |
| Slavija           | –––– | 5-1  | 3-1  | 2-1  | 4-1  |
| Građanski         | 1-0  | –––– | 1-0  | 2-1  | 4-0  |
| Hajduk            | 1-1  | 1-0  | –––– | 6-2  | 3-0  |
| Grafičar          | 0-9  | 0-3  | 0-1  | –––– | 1-1  |
| Makabi            | 0-7  | 0-3  | 0-5  | 1-3  | –––– |
| Fonte: exyufudbal |      |      |      |      |      |

### Subotica
```
In questa stagione i gironi diventano tre: oltre al gruppo di Subotica, viene sdoppiato il girone provinciale, i gruppi prendono il nome dai due fiumi 
Danubio
 e 
Tibisco
. Quattro squadre vanno al girone finale che ne promuove due al 
Državno prvenstvo 1931-1932
.
```

#### Gruppo Subotica
|                   | 1. | Bačka Subotica                 | 18       | 12       | 8        | 2        | 2        | 24       | 14       | 1,714    |          |          |          |
|                   | 2. | SAND Subotica                  | 17       | 12       | 8        | 1        | 3        | 31       | 14       | 2,214    |          |          |          |
|                   | 3. | ŽAK Subotica                   | 15       | 12       | 6        | 3        | 3        | 28       | 16       | 1,750    |          |          |          |
|                   | 4. | Subotička Električna Centralna | 12       | 12       | 5        | 2        | 5        | 23       | 23       | 1,000    |          |          |          |
|                   | 5. | SMTC                           | 12       | 12       | 6        | 0        | 6        | 22       | 24       | 0,916    |          |          |          |
|                   | 6. | Sport                          | 7        | 12       | 2        | 3        | 7        | 18       | 31       | 0,580    |          |          |          |
|                   | 7. | Sloboda/FAKO                   | 3        | 12       | 1        | 1        | 10       | 9        | 33       | 0,272    |          |          |          |
|                   | 8. | Građanski                      | Ritirato | Ritirato | Ritirato | Ritirato | Ritirato | Ritirato | Ritirato | Ritirato | Ritirato | Ritirato | Ritirato |
| Fonte: exyufudbal |    |                                |          |          |          |          |          |          |          |          |          |          |          |

#### Gruppo Danubio
|                   | Pos. | Squadra         | Pt | G  | V | N | P | GF | GS | QR    |
| ----------------- | ---- | --------------- | -- | -- | - | - | - | -- | -- | ----- |
|                   | 1.   | Slavija Sombor  | 17 | 12 | 5 | 7 | 0 | 23 | 13 | 1,769 |
|                   | 2.   | SSU Sombor      | 15 | 12 | 5 | 5 | 2 | 27 | 16 | 1,687 |
|                   | 3.   | 3 Zvezde Apatin | 13 | 12 | 3 | 7 | 2 | 22 | 16 | 1,375 |
|                   | 4.   | Odžački ŠK      | 11 | 12 | 4 | 3 | 5 | 18 | 17 | 1,058 |
|                   | 5.   | Bezdansko SU    | 11 | 12 | 5 | 1 | 6 | 16 | 22 | 0,727 |
|                   | 6.   | Somborsko GD    | 9  | 12 | 3 | 3 | 6 | 16 | 25 | 0,640 |
|                   | 7.   | ŽAK Sombor      | 8  | 12 | 2 | 4 | 6 | 13 | 26 | 0,500 |
| Fonte: exyufudbal |      |                 |    |    |   |   |   |    |    |       |

#### Gruppo Tibisco
|                   | Pos. | Squadra               | Pt | G  | V | N | P | GF | GS | QR    |
| ----------------- | ---- | --------------------- | -- | -- | - | - | - | -- | -- | ----- |
|                   | 1.   | Senta                 | 19 | 12 | 9 | 1 | 2 | 31 | 13 | 2,384 |
|                   | 2.   | Dulcis Vrbas          | 16 | 12 | 8 | 2 | 2 | 29 | 9  | 3,222 |
|                   | 3.   | Građanski Stari Bečej | 12 | 12 | 5 | 2 | 5 | 25 | 26 | 0,961 |
|                   | 4.   | JAK Bačka Topola      | 10 | 12 | 3 | 4 | 5 | 16 | 19 | 0,842 |
|                   | 5.   | Vrbas                 | 9  | 12 | 4 | 1 | 7 | 23 | 30 | 1,150 |
|                   | 6.   | Radnički Senta        | 8  | 12 | 3 | 2 | 7 | 16 | 25 | 0,640 |
|                   | 7.   | Plava Zvezda Ada      | 8  | 12 | 3 | 2 | 7 | 8  | 26 | 0,307 |
| Fonte: exyufudbal |      |                       |    |    |   |   |   |    |    |       |

#### Girone finale
|                   | Pos. | Squadra        | Pt | G | V | N | P | GF | GS | QR    |
| ----------------- | ---- | -------------- | -- | - | - | - | - | -- | -- | ----- |
|                   | 1.   | Bačka Subotica | 8  | 6 | 4 | 0 | 2 | 16 | 12 | 1,333 |
|                   | 2.   | Slavija Sombor | 6  | 6 | 3 | 0 | 3 | 12 | 6  | 2,000 |
|                   | 3.   | Senta          | 6  | 6 | 3 | 0 | 3 | 10 | 13 | 0,769 |
|                   | 4.   | SAND Subotica  | 4  | 6 | 2 | 0 | 4 | 5  | 12 | 0,416 |
| Fonte: exyufudbal |      |                |    |   |   |   |   |    |    |       |

|                   | Bač  | Sla  | Sen  | SAN  |
| ----------------- | ---- | ---- | ---- | ---- |
| Bačka             | –––– | 2-1  | 7-2  | 5-1  |
| Slavija           | 5-1  | –––– | 2-0  | 3-0  |
| Senta             | 3-0  | 2-1  | –––– | 2-0  |
| SAND              | 0-1  | 1-0  | 3-1  | –––– |
| Fonte: exyufudbal |      |      |      |      |

### Novi Sad
```
Lo Sparta Ruma è passato in 2. razred durante la pausa invernale ed è stato rimpiazzato dal 
Mačva Šabac
 che ha disputato tutte le partite nei mesi primaverili poiché durante quelli autunnali era impegnato nel 
Državno prvenstvo 1930-1931
.
```

|                   | Pos. | Squadra                | Pt       | G        | V        | N        | P        | GF       | GS       | QR       |
| ----------------- | ---- | ---------------------- | -------- | -------- | -------- | -------- | -------- | -------- | -------- | -------- |
|                   | 1.   | Vojvodina              | 14       | 10       | 6        | 2        | 2        | 17       | 11       | 1,545    |
|                   | 2.   | Mačva Šabac            | 13       | 10       | 6        | 1        | 3        | 31       | 10       | 3,100    |
|                   | 3.   | NAK Novi Sad           | 12       | 10       | 6        | 0        | 4        | 20       | 16       | 1,250    |
|                   | 4.   | Radnički Novi Sad      | 10       | 10       | 5        | 0        | 5        | 17       | 20       | 0,850    |
|                   | 5.   | Građanski S. Mitrovica | 7        | 10       | 3        | 1        | 6        | 12       | 18       | 0,631    |
|                   | 6.   | Juda Makabi            | 4        | 10       | 2        | 0        | 8        | 6        | 28       | 0,214    |
|                   | 7.   | Sparta Ruma            | Ritirato | Ritirato | Ritirato | Ritirato | Ritirato | Ritirato | Ritirato | Ritirato |
| Fonte: exyufudbal |      |                        |          |          |          |          |          |          |          |          |

|                   | Voi  | Mač  | NAK  | Rad  | Gra  | Mak  | Spa  |
| ----------------- | ---- | ---- | ---- | ---- | ---- | ---- | ---- |
| Vojvodina         | –––– | 1-1  | 2-0  | 1-0  | 1-0  | 3-0  | -    |
| Mačva             | 5-1  | –––– | 4-0  | 8-0  | 4-1  | 4-0  | -    |
| NAK               | 3-2  | 2-0  | –––– | 2-1  | 3-0  | 3-0  | -    |
| Radnički          | 1-2  | 3-2  | 3-1  | –––– | 2-1  | 3-0  | -    |
| Građanski         | 1-1  | 0-2  | 3-1  | 3-1  | –––– | 0-3  | 4-0  |
| Makabi            | 0-3  | 2-1  | 1-5  | 0-3  | 0-3  | –––– | -    |
| Sparta            | 1-8  | -    | 3-7  | 1-5  | -    | 3-0  | –––– |
| Fonte: exyufudbal |      |      |      |      |      |      |      |

### Veliki Bečkerek
```
La Velikobečkerečki loptački podsavez ha cambiato la formula del torneo: le squadre vengono divise in I. e II. razred (prima vi era una classe unica). La I. razred, detta anche Gruppo, A è composta da due gironi Nord (con 2 compagini da 
Veliki Bečkerek
 e 2 da 
Velika Kikinda
) e Sud (2 da 
Vršac
 e 2 da 
Pančevo
); le migliori due di ciascun girone comporranno un girone finale con in palio un posto per il 
Državno prvenstvo 1931-1932
.
La II. razred, detta anche Gruppo B, mantiene la divisione in gruppi delle 4 città.
```

#### Classe A
|                   | Pos. | ZONA NORD          | Pt | G | V | N | P | GF | GS | QR    |
| ----------------- | ---- | ------------------ | -- | - | - | - | - | -- | -- | ----- |
|                   | 1.   | Obilić V. Bečkerek | 8  | 6 | 3 | 2 | 1 | 15 | 7  | 2,142 |
|                   | 2.   | Delija Mokrin      | 8  | 6 | 3 | 2 | 1 | 14 | 13 | 1,076 |
|                   | 3.   | Borac V. Bečkerek  | 5  | 6 | 2 | 1 | 3 | 10 | 13 | 0,769 |
|                   | 4.   | Kosovo V. Kikinda  | 3  | 6 | 1 | 1 | 4 | 10 | 16 | 0,625 |
|                   | Pos. | ZONA SUD           | Pt | G | V | N | P | GF | GS | QR    |
|                   | 1.   | Dušan Silni Vršac  | 9  | 6 | 4 | 1 | 1 | 16 | 9  | 1,777 |
|                   | 2.   | Banat Pančevo      | 9  | 6 | 4 | 1 | 1 | 13 | 9  | 1,444 |
|                   | 3.   | PSK Pančevo        | 3  | 6 | 1 | 1 | 4 | 11 | 16 | 0,687 |
|                   | 4.   | Viktorija Vršac    | 3  | 6 | 1 | 1 | 4 | 11 | 17 | 0,647 |
| Fonte: exyufudbal |      |                    |    |   |   |   |   |    |    |       |

|           | Obi  | Del  | Bor  | Kos  |
| --------- | ---- | ---- | ---- | ---- |
| Obilić    | –––– | 2-2  | 3-0  | 3-0  |
| Delija    | 3-1  | –––– | 4-3  | 3-3  |
| Borac     | 1-1  | 1-2  | –––– | 2-1  |
| Kosovo    | 1-5  | 3-0  | 2-3  | –––– |
|           | D.S  | Ban  | PSK  | Vik  |
| D.Silni   | –––– | 1-1  | 5-3  | 2-1  |
| Banat     | 3-2  | –––– | 2-1  | 3-1  |
| PSK       | 1-3  | 0-1  | –––– | 3-2  |
| Viktorija | 0-3  | 4-3  | 3-3  | –––– |

#### Fase finale
```
La classifica finale era questa: Dušan Silni 8 punti, Obilić 7, Delija 5 e Banat 4. Successivamente la federazione ha annullato tutte le partite del Dušan Silni (eccetto la prima) e del Banat, dando la vittoria a tavolino alle avversarie e stravolgendo la classifica.
```

|                   | Pos. | Squadra            | Pt | G | V | N | P | GF | GS | QR    |
| ----------------- | ---- | ------------------ | -- | - | - | - | - | -- | -- | ----- |
|                   | 1.   | Obilić V. Bečkerek | 10 | 6 | 5 | 0 | 1 | 19 | 6  | 3,166 |
|                   | 2.   | Delija Mokrin      | 8  | 6 | 4 | 0 | 2 | 15 | 11 | 1,363 |
|                   | 3.   | Dušan Silni Vršac  | 2  | 6 | 1 | 0 | 5 | 4  | 15 | 0,266 |
|                   | 4.   | Banat Pančevo      | 0  | 6 | 0 | 0 | 6 | 0  | 18 | 0,000 |
| Fonte: exyufudbal |      |                    |    |   |   |   |   |    |    |       |

|                   | Obi  | Del  | D.S  | Ban  |
| ----------------- | ---- | ---- | ---- | ---- |
| Obilić            | –––– | 5-1  | 3-0  | 3-0  |
| Delija            | 5-2  | –––– | 0-4  | 3-0  |
| D.Silni           | 0-3  | 0-3  | –––– | s/e  |
| Banat             | 0-3  | 0-3  | s/e  | –––– |
| Fonte: exyufudbal |      |      |      |      |

### Belgrado

#### I razred
```
In questo torneo militano le squadre di seconda fascia della Beogradski loptački podsavez. La vincitrice accede agli spareggi pre-qualificazioni per il 
Državno prvenstvo 1931-1932
.
```

|                   | Pos. | Squadra            | Pt | G  | V  | N | P | GF | GS | QR    |
| ----------------- | ---- | ------------------ | -- | -- | -- | - | - | -- | -- | ----- |
|                   | 1.   | Šparta Zemun       | 22 | 14 | 10 | 2 | 2 | 43 | 18 | 2,388 |
|                   | 2.   | Sloga Belgrado     | 20 | 14 | 7  | 6 | 1 | 27 | 17 | 1,588 |
|                   | 3.   | Grafičar Belgrado  | 16 | 14 | 6  | 4 | 4 | 39 | 35 | 1,114 |
|                   | 4.   | Obilić             | 15 | 14 | 6  | 3 | 5 | 44 | 36 | 1,222 |
|                   | 5.   | Jedinstvo Belgrado | 11 | 14 | 4  | 3 | 7 | 34 | 33 | 1,030 |
|                   | 6.   | Ruski Belgrado     | 10 | 14 | 4  | 2 | 8 | 24 | 47 | 0,510 |
|                   | 7.   | BUSK Belgrado      | 9  | 14 | 4  | 1 | 9 | 21 | 28 | 0,750 |
|                   | 8.   | Vitez Zemun        | 9  | 14 | 3  | 3 | 8 | 26 | 44 | 0,590 |
| Fonte: exyufudbal |      |                    |    |    |    |   |   |    |    |       |

#### I/A razred
```
Le 3 squadre belgradesi che hanno partecipato al 
Državno prvenstvo 1930-1931
 fanno un girone a sé. Le prime due accedono direttamente ai gironi di qualificazione al 
Državno prvenstvo 1931-1932
, mentre l'ultima classificata deve affrontare lo spareggio preliminare.
```

|                   | Pos. | Squadra       | Pt | G | V | N | P | GF | GS | QR    |
| ----------------- | ---- | ------------- | -- | - | - | - | - | -- | -- | ----- |
|                   | 1.   | Jugoslavija   | 6  | 4 | 3 | 0 | 1 | 13 | 7  | 1,857 |
|                   | 2.   | BSK Belgrado  | 6  | 4 | 3 | 0 | 1 | 11 | 9  | 1,222 |
|                   | 3.   | BASK Belgrado | 0  | 4 | 0 | 0 | 4 | 6  | 14 | 0,428 |
| Fonte: exyufudbal |      |               |    |   |   |   |   |    |    |       |

|                   | Jug  | BSK  | BAS  |
| ----------------- | ---- | ---- | ---- |
| Jugoslavija       | –––– | 3-2  | 5-2  |
| BSK               | 3-2  | –––– | 3-2  |
| BASK              | 0-3  | 2-3  | –––– |
| Fonte: exyufudbal |      |      |      |

### Sarajevo
```
Dato il ritiro della 
Virtus Sjetlina
 durante il girone d'andata, il suo posto è stato preso dall'Hajduk, ripescato dalla II razred su decisione della Sarajevski nogometni podsavez.
```

|                   | Pos. | Squadra            | Pt | G  | V | N | P | GF | GS | QR    |
| ----------------- | ---- | ------------------ | -- | -- | - | - | - | -- | -- | ----- |
|                   | 1.   | Slavija            | 18 | 10 | 9 | 0 | 1 | 39 | 4  | 9,750 |
|                   | 2.   | SAŠK               | 12 | 10 | 5 | 3 | 2 | 21 | 16 | 1,312 |
|                   | 3.   | Hajduk Sarajevo    | 11 | 10 | 3 | 5 | 2 | 20 | 12 | 1,666 |
|                   | 4.   | Željezničar        | 10 | 10 | 3 | 4 | 3 | 15 | 16 | 0,937 |
|                   | 5.   | Sloga Sarajevo     | 5  | 10 | 2 | 1 | 7 | 12 | 21 | 0,571 |
|                   | 6.   | Hrasnicar Sarajevo | 3  | 10 | 1 | 1 | 8 | 8  | 46 | 0,173 |
| Fonte: exyufudbal |      |                    |    |    |   |   |   |    |    |       |

|                   | Sla  | SAŠ  | Haj  | Žel  | Slo  | Hra  |
| ----------------- | ---- | ---- | ---- | ---- | ---- | ---- |
| Slavija           | –––– | 7-0  | 3-1  | 3-0  | 3-0  | 4-0  |
| SAŠK              | 0-3  | –––– | 1-1  | 2-1  | 2-3  | 5-1  |
| Hajduk            | 1-0  | 1-1  | –––– | 1-1  | 1-0  | 10-0 |
| Željezničar       | ?    | ?    | 1-1  | –––– | ?    | ?    |
| Sloga             | 0-3  | 0-2  | 2-0  | ?    | –––– | ?    |
| Hrasnicar         | ?    | 1-3  | 3-3  | ?    | ?    | –––– |
| Fonte: exyufudbal |      |      |      |      |      |      |

### Spalato
```
La Splitski nogometni podsavez continua ad organizzare il torneo in due sessioni: una autunnale ed una primaverile. In ambedue le sessioni le squadre della città di 
Spalato
 competono in un 
girone unico
, mentre le squadre della provincia utilizzano l'
eliminazione diretta
 (format di coppa).
Nella sessione autunnale (in cui l'
Hajduk Spalato
 non partecipa poiché impegnato nel 
Državno prvenstvo 1930-1931
) giungono in finale 
JŠK Spalato
 e 
GOŠK Dubrovnik
, ma questa non viene disputata su disposizione della federazione, che annulla il torneo.
Nella sessione primaverile, le vincitrici della fase città e della fase provincia si sfidano per un posto nel 
Državno prvenstvo 1931-1932
.
```

#### Città
|                   | Pos. | Squadra            | Pt | G | V | N | P | GF | GS | QR     |
| ----------------- | ---- | ------------------ | -- | - | - | - | - | -- | -- | ------ |
|                   | 1.   | Hajduk Spalato     | 8  | 4 | 4 | 0 | 0 | 27 | 2  | 13,500 |
|                   | 2.   | Dalmatinac Spalato | 5  | 4 | 2 | 1 | 1 | 6  | 6  | 1,000  |
|                   | 3.   | Aurora Spalato     | 3  | 4 | 1 | 1 | 2 | 3  | 5  | 0,600  |
|                   | 4.   | JŠK Spalato        | 2  | 4 | 1 | 0 | 3 | 5  | 10 | 0,500  |
|                   | 5.   | Viktorija Spalato  | 2  | 4 | 0 | 2 | 2 | 1  | 16 | 0,062  |
| Fonte: exyufudbal |      |                    |    |   |   |   |   |    |    |        |

#### Provincia
| Data                      | Partita                                 | Ris. |
| ------------------------- | --------------------------------------- | ---- |
| PRIMO TURNO               |                                         |      |
| 28.02.1932                | Građanski Dubrovnik – GOŠK Dubrovnik    | 0–5  |
| 28.02.1932                | Zmaj Makarska – Narona                  | 2–0  |
| 28.02.1932                | Jadran Kaštel Sućurac – Slaven Trogir   | 3–0  |
| 28.02.1932                | GOŠK K. Gomilica – Primorje Kaštel Novi | 3–0  |
| 28.02.1932                | Junak Sinj – Unac Drvar                 | 3–0  |
| 28.02.1932                | Komita Omiš – Orkan Dugi Rat            | n.d. |
| SECONDO TURNO             |                                         |      |
| 13.03.1932                | Zmaj Makarska – GOŠK Dubrovnik          | 3–2  |
| 03.04.1932                | Junak Sinj – Jadran Kaštel Sućurac      | 3–0  |
| GOŠK K. Gomilica esentato |                                         |      |
| SEMIFINALI                |                                         |      |
| 10.04.1932                | Zmaj Makarska – Junak Sinj              | 3–0  |
| GOŠK K. Gomilica esentato |                                         |      |
| FINALE                    |                                         |      |
| 17.04.1932                | Zmaj Makarska – GOŠK K. Gomilica        | 1–0  |
| Fonte: exyufudbal         |                                         |      |

#### Finale
```
Finale fra le vincitrici del gruppo cittadino e del gruppo provinciale. La vincitrice accede al 
Državno prvenstvo 1931-1932
.
```

| Data                 | Partita                        | Ris. |
| -------------------- | ------------------------------ | ---- |
| FINALE SOTTOFEDERALE |                                |      |
| 01.05.1932           | Hajduk Spalato – Zmaj Makarska | 4–1  |
| Fonte: exyufudbal    |                                |      |

### Niš

#### I razred Niš
|                   | Pos. | Squadra        | Pt | G | V | N | P | GF | GS | QR    |
| ----------------- | ---- | -------------- | -- | - | - | - | - | -- | -- | ----- |
|                   | 1.   | Građanski Niš  | 11 | 8 | 5 | 1 | 2 | 12 | 11 | 1,090 |
|                   | 2.   | Sinđelić Niš   | 10 | 8 | 4 | 2 | 2 | 15 | 14 | 1,071 |
|                   | 3.   | Pobeda         | 9  | 8 | 4 | 1 | 3 | 16 | 8  | 2,000 |
|                   | 4.   | Jugoslavija    | 5  | 8 | 2 | 1 | 5 | 13 | 16 | 0,812 |
|                   | 5.   | Železničar Niš | 5  | 8 | 2 | 1 | 5 | 11 | 18 | 0,611 |
| Fonte: exyufudbal |      |                |    |   |   |   |   |    |    |       |

|                   | Gra  | Sin  | Pob  | Jug  | Zel  |
| ----------------- | ---- | ---- | ---- | ---- | ---- |
| Građanski         | –––– | 2-1  | 1-0  | 2-1  | 4-3  |
| Sinđelić          | 2-2  | –––– | 2-1  | 2-1  | 3-2  |
| Pobeda            | 2-0  | 1-2  | –––– | 3-0  | 4-1  |
| Jugoslavija       | 1-2  | 4-2  | 2-2  | –––– | 2-0  |
| Železničar        | 3-0  | 1-1  | 0-3  | 3-2  | –––– |
| Fonte: exyufudbal |      |      |      |      |      |

#### Fase finale
| Data              | Partita                        | Ris. |
| ----------------- | ------------------------------ | ---- |
| SEMIFINALI        |                                |      |
| 17.04.1932        | Građanski Niš – Josif Leskovac | 2–1  |
| 17.04.1932        | Sinđelić Niš – Obilić Kruševac | 10–0 |
| FINALE            |                                |      |
| 19.04.1932        | Sinđelić Niš – Građanski Niš   | 1–0  |
| Fonte: exyufudbal |                                |      |

### Skopje
|                   | Pos. | Squadra           | Pt | G  | V | N | P  | GF | GS | QR    |
| ----------------- | ---- | ----------------- | -- | -- | - | - | -- | -- | -- | ----- |
|                   | 1.   | SSK Skopje        | 17 | 10 | 7 | 3 | 0  | 38 | 7  | 5,428 |
|                   | 2.   | Gragjanski Skopje | 16 | 10 | 7 | 2 | 1  | 37 | 10 | 3,700 |
|                   | 3.   | Jug Skopje        | 15 | 10 | 7 | 1 | 2  | 48 | 14 | 3,428 |
|                   | 4.   | Sparta Skopje     | 8  | 10 | 4 | 0 | 6  | 12 | 24 | 0,500 |
|                   | 5.   | Hajduk Skopje     | 4  | 10 | 2 | 0 | 8  | 20 | 36 | 0,555 |
|                   | 6.   | Vardar Skopje     | 0  | 10 | 0 | 0 | 10 | 1  | 65 | 0,015 |
| Fonte: exyufudbal |      |                   |    |    |   |   |    |    |    |       |

|                   | SSK  | Gra  | Jug  | Spa  | Haj  | Var  |
| ----------------- | ---- | ---- | ---- | ---- | ---- | ---- |
| SSK               | –––– | 1-1  | 6-3  | 6-0  | 5-1  | 3-0  |
| Gragjanski        | 1-1  | –––– | 4-2  | 2-0  | 6-2  | 5-0  |
| Jug               | 1-1  | 3-2  | –––– | 4-0  | 4-0  | 13-0 |
| Sparta            | 0-1  | 0-3  | 0-4  | –––– | 2-1  | 2-0  |
| Hajduk            | 0-5  | 0-3  | 1-7  | 3-4  | –––– | 8-0  |
| Vardar            | 0-9  | 1-10 | 0-7  | 0-4  | 0-4  | –––– |
| Fonte: exyufudbal |      |      |      |      |      |      |

## Altre sottofederazioni
```
Le vincitrici delle neoformate sottofederazioni di 
Kragujevac
 e 
Cettigne
 non ottenevano la qualificazione al 
Državno prvenstvo 1931-1932
.
```

### Kragujevac
```
Il 17 aprile 1932 a 
Kragujevac
, nell'albergo "Gušić", alla presenza del delegato della 
JNS
 Dušan Spasović e di quello della 
BLP
 Dimitrije Bojić, viene istituita la 
Kragujevački loptački podsavez
. Il territorio su cui ha giurisdizione comprende l'ex area della 
Šumadijska župa
, precedentemente parte della BLP, oltre a 
Čačak
, 
Užice
, 
Požega
 (precedentemente parte della sottofederazione di Sarajevo), 
Kraljevo
, 
Ćuprija
, 
Jagodina
 e 
Paraćin
 (precedentemente parte della sottofederazione di Belgrado); quindi, oltre al girone della 1. razred cittadina, vengono istituite due "parrocchie": la 
Zapadno-moravska župa
 (girone occidentale) e la 
Moravska župa
 (orientale).
[
7
]
```

#### Città
|                   | Pos. | Squadra             | Pt | G  | V | N | P  | GF | GS | QR    |
| ----------------- | ---- | ------------------- | -- | -- | - | - | -- | -- | -- | ----- |
|                   | 1.   | Šumadija 1903       | 20 | 12 | 9 | 2 | 1  | 59 | 12 | 4,916 |
|                   | 2.   | Radnički Kragujevac | 18 | 12 | 8 | 2 | 2  | 54 | 10 | 5,400 |
|                   | 3.   | Slavija Kragujevac  | 18 | 12 | 8 | 2 | 2  | 36 | 8  | 4,500 |
|                   | 4.   | Jadran Kragujevac   | 15 | 12 | 7 | 1 | 4  | 27 | 13 | 2,076 |
|                   | 5.   | Srbija Ilićevo      | 5  | 12 | 2 | 1 | 9  | 9  | 44 | 0,204 |
|                   | 6.   | Kolonija Kragujevac | 4  | 12 | 2 | 0 | 10 | 6  | 47 | 0,127 |
|                   | 7.   | Sušica Kragujevac   | 4  | 12 | 2 | 0 | 10 | 10 | 66 | 0,151 |
| Fonte: exyufudbal |      |                     |    |    |   |   |    |    |    |       |

#### Fase finale
|                   | Pos. | Squadra             | Pt | G | V | N | P | GF | GS | QR    |
| ----------------- | ---- | ------------------- | -- | - | - | - | - | -- | -- | ----- |
|                   | 1.   | Radnički Kragujevac | 5  | 4 | 2 | 1 | 1 | 7  | 4  | 1,750 |
|                   | 2.   | Ibar Kraljevo       | 4  | 4 | 2 | 0 | 2 | 8  | 8  | 1,000 |
|                   | 3.   | Šumadija 1903       | 3  | 4 | 1 | 1 | 2 | 8  | 11 | 0,727 |
| Fonte: exyufudbal |      |                     |    |   |   |   |   |    |    |       |

|                   | Rad  | Iba  | Šum  |
| ----------------- | ---- | ---- | ---- |
| Radnički          | –––– | 0-1  | 4-1  |
| Ibar              | 1-2  | –––– | 5-1  |
| Šumadija          | 1-1  | 5-1  | –––– |
| Fonte: exyufudbal |      |      |      |

### Cettigne

#### Autunno
| PRIMO TURNO        |                                   |     |
| 13.09.1931         | Crnogorac – Lovćen                | 3–0 |
| 13.09.1931         | Obilić Nikšić – Hercegovac Nikšić | 3–0 |
| 13.09.1931         | Budućnost – Balšić                | 6–2 |
| 13.09.1931         | Gorštak – Njegoš Berane           | 3–0 |
| 13.09.1931         | Orjen Tivat – Zrinjski Tivat      | 2–1 |
| 13.09.1931         | Jugosloven Kotor – Crnojević Bar  | 3–0 |
| SECONDO TURNO      |                                   |     |
| 27.09.1931         | Budućnost – Gorštak               | 3–1 |
| 27.09.1931         | Obilić Nikšić – Crnogorac         | 0–3 |
| 27.09.1931         | Jugosloven Kotor – Orjen Tivat    | 0–1 |
| SEMIFINALI         |                                   |     |
| 11.10.1931         | Crnogorac – Orjen Tivat           | 4–3 |
| Budućnost esentato |                                   |     |
| FINALE             |                                   |     |
| 25.10.1931         | Budućnost – Crnogorac             | 1–2 |
| Fonte: exyufudbal  |                                   |     |

#### Primavera
| TURNO PRELIMINARE      |                                   |     |
| ?                      | Lovćen – Njegoš Cetinje           | 4–0 |
| PRIMO TURNO            |                                   |     |
| 27.03.1932             | Crnogorac – Lovćen                | 3–1 |
| 27.03.1932             | Balšić – Budućnost                | ?   |
| 27.03.1932             | Obilić Nikšić – Hercegovac Nikšić | ?   |
| 27.03.1932             | Orjen Tivat – Zrinjski Tivat      | ?   |
| 27.03.1932             | Crnojević Bar – Jugosloven Kotor  | 1–0 |
| 27.03.1932             | Njegoš Berane – Gorštak           | ?   |
| Igalo esentato         |                                   |     |
| SECONDO TURNO          |                                   |     |
| 10.04.1932             | Crnogorac – Orjen Tivat           | 4–3 |
| 10.04.1932             | Igalo – Crnojević Bar             | 3–1 |
| 10.04.1932             | Balšić – Njegoš Berane            | ?   |
| Obilić Nikšić esentato |                                   |     |
| SEMIFINALI             |                                   |     |
| 24.04.1932             | Obilić Nikšić – Balšić            | 2–1 |
| 24.04.1932             | Crnogorac – Igalo                 | 3–0 |
| FINALE                 |                                   |     |
| 05.06.1932             | Crnogorac – Obilić Nikšić         | 8–3 |
| Fonte: exyufudbal      |                                   |     |